# Застава Баварске
Баварска има званично две заставе, обе су беле и плаве. Обе заставе су историјски повезане са краљевском баварском породицом Вителсбах, која је владала Баварском од 1180. до 1918.

## Историја
Бело-плави дијаманти, изворно потичу из грба грофова Богена; усвојили су их 1242. године Вителсбахови, владајућа породица Баварске од 12. до 20. века. Од 1337. године породица Вителсбах користила је дијамантску заставу као свој симбол. Након тога су постојале различите верзије у којима су застави додавани и други елементи, као што је палатински лав у застави војвода од Баварске-Ландсхут и Баварске-Минхен. За државу Баварску није постојала званична застава, само су владари носили заставу.
Касније се појавила идеја да се бело-плава застава користи као симбол Баварске, али су све државне заставе у почетку биле незваничне, а самим тим и законски дефинисане. Године 1838. први пут је прописано да плава мора имати светли тон, а 11. септембра 1878. краљ Лудвиг Баварски је одредио да се застава Баварске састоји од две хоризонталне траке, беле преко светлоплаве.
Између 4. априла и 1. маја 1919. постојала је Баварска совјетска република. Користила је једноставну црвену заставу, али је након њеног сузбијања поново уведена бела и плава застава.
Државним уставом од 2. децембра 1946. године потврђене су државне боје беле и плаве, а 14. децембра 1953. званично су уведене пругаста застава и дијамантска застава.

## Преглед
Обе хоризонталне и вертикалне заставе са пругама или беле и плаве пастиле без дијаманата могу се сматрати званичним заставама државе, у Баварској се називају Staatsflagge. Користе се углавном за дан Немачке.
Порекло вертикалне заставе је спорно. Верује се да представљају реке Баварске или можда небо, као и баварска химна, где пише „ die Farben Seines Himmels, Weiß und Blau “ – „боје Његовог неба, беле и плаве”.

## Историјске заставе
| Застава | Године употребе | Влада                        | Напомене |
| ------- | --------------- | ---------------------------- | --- |
|         | 1255–1353       | Војводство Доња Баварска     | |
|         | 1353–1392       | Баварска-Ландсхут            | Баварска-Ландсхут је била војводство у Светом римском царству од 1353. до 1503. године. |
|         | 1392–1505       | Баварска-Минхен              | Баварска-Минхен је била војводство које је било конститутивна држава Светог римског царства од 1392. до 1505. године. |
|         | 1505–1623       | Војводство Баварска          | Војводство Баварска је била погранична област у југоисточном делу Меровиншког краљевства од шестог до осмог века. Населила су га баварска племена и њиме су владали војводе под франачким господством.                                                                           |
|         | 1623–1806       | Бирачко тело Баварске        | Баварско бирачко тело је било независно наследно бирачко тело Светог римског царства од 1623. до 1806. године када га је наследила Краљевина Баварска. |
|         | 1806–1918       | Краљевина Баварска           | Краљевина Баварска је била немачка држава која је наследила некадашње бирачко тело Баварске 1806. године и наставила да постоји до 1918. године. |
|         | 1918–1919       | Народна држава Баварска      | Народна држава Баварска је била краткотрајна социјалистичка држава у Баварској од 1918. до 1919. године. |
|         | 1919. године    | Баварска Совјетска Република | Баварска или Минхенска совјетска република била је краткотрајна непризната социјалистичка држава у Баварској током Немачке револуције 1918-19 . |
|         | 1919–1933       | Слободна држава Баварска     | Баварска држава у Вајмарској Републици |
|         | 1933–1945       | Гау Минхен-Горња Баварска    | Гау Минхен–Горња Баварска је била административна подела нацистичке Немачке у Горњој Баварској од 1933. до 1945. године. |
|         | 1945–1949       | Америчка окупациона зона     | Америчка зона у Јужној Немачкој састојала се од Баварске (без Рајнског Палатината и округа Линдау, оба део француске зоне) и Хесена (без Рајнског Хесена и Монтабаур региона, обе део француске зоне) са новом престоницом у Визбадену, и северних делова Виртемберга и Бадена . |
|         | 1949–данас      | Бавариа                      | Савремена држава Баварска под Савезном Републиком Немачком . Обе заставе (пастиле и пругасте) су подједнако званичне. |